# Arcidiecéze Arusha
Arcidiecéze Arusha je římskokatolická arcidiecéze nacházející se v Tanzanii.

## Území
Zahrnuje území regionu Arusha, distriktu Kiteto a Simanjiro regionu Manyara.
Biskupským sídlem je město Arusha, kde se nachází hlavní chrám, katedrála svaté Terezie.

### Církevní provincie
Zahrnuje tři sufragánní diecéze:
- diecéze Mbulu
- diecéze Moshi
- diecéze Same

## Historie
Diecéze byla zřízena 1. března 1963 bulou Christi mandata papeže Jana XXIII. z části území diecéze Moshi. Stala se sufragánou arcidiecéze Dar-es-Salaam.
Dne 16. března 1999 byla povýšena na metropolitní arcidiecézi.

## Seznam biskupů a arcibiskupů
- Dennis Vincent Durning, C.S.Sp. (1963–1989)
- Fortunatus M. Lukanima (1989–1998)
- Josaphat Louis Lebulu (1998–2017)
- Isaac Amani Massawe (od 2017)